# Абдена
Абдена —  род хофтлингов (вождей) из Восточной Фризии. Вскоре после 1400 года от имени епископов Мюнстера, отстаивавших здесь старые права, они овладели городом Эмден и его окрестностями и превратили их в центр своих владений.

## История

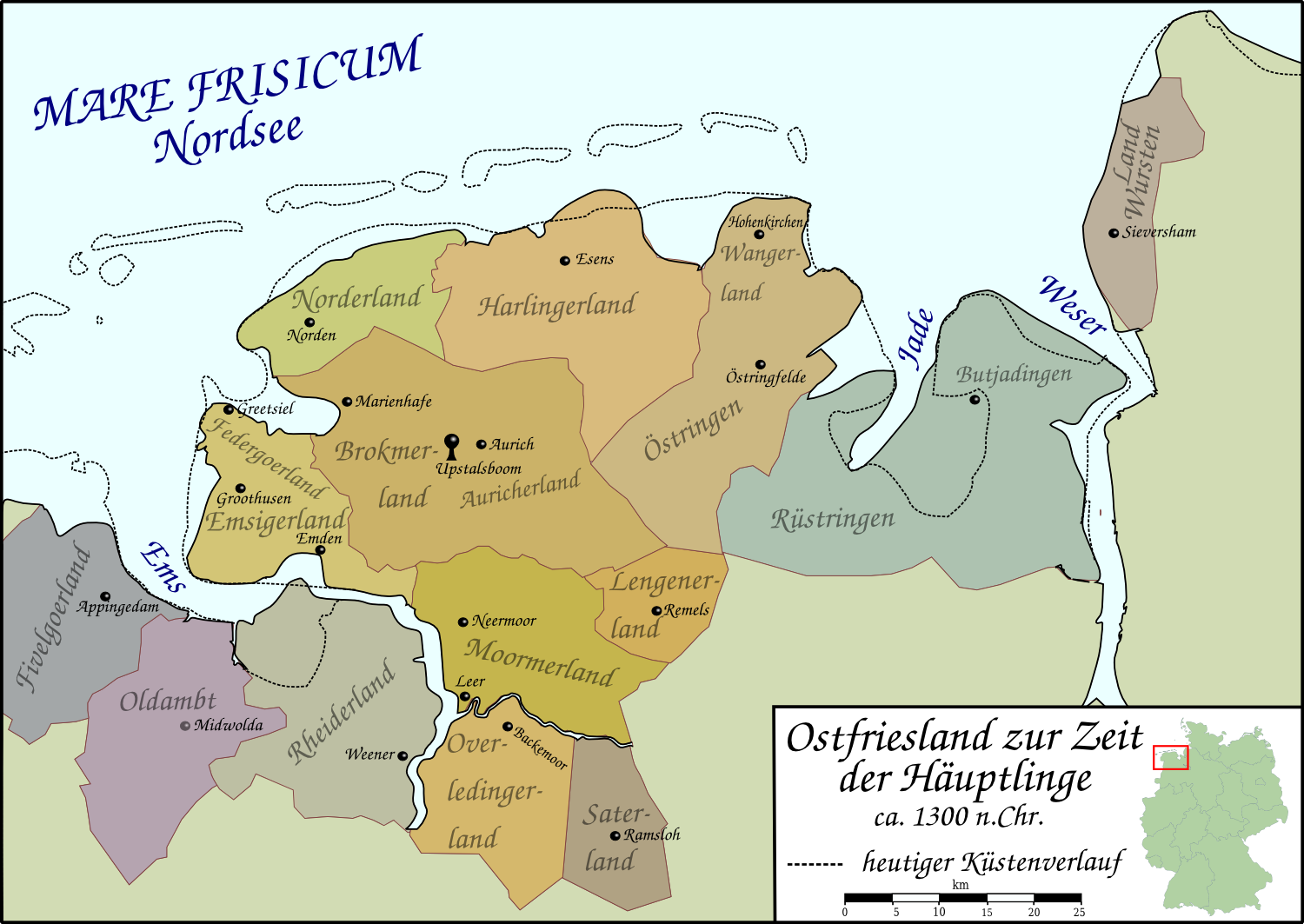
Восточная Фризия в период правления хофтлингов

Первым представителем, известным по имени, является Виард Дросте тхо Эметха, построивший замок в Эмдене около 1300 года. Епископы Мюнстера доверили ему надзор за монетным двором и таможней. Его внук Хиско Абдена знал, как противостоять влиянию Мюнстера. Он стал в 1390 году пробстом, а в 1400 году хофтлингом Эмдена. При его правлении торговые отношения Эмдена значительно расширились, особенно с Мюнстером и Вестфалией. Ему также удалось обеспечить соблюдение прибыльного для города складочного права на все проходящие корабли. Иногда, как и другие восточнофризские хофтлинги, он поддерживал виталийских братьев и предоставлял им пристанище и торговые места в своих землях. Таким образом, Хиско заложил основу для превращения Эмдена в городское поселение.
Такое развитие событий вызвало вмешательство Ганзы. Чтобы взять под контроль виталийских братьев, в Северное море были отправлены одиннадцать вооруженных кораблей с 950 воинами. Хиско сумел перейти на другую сторону и 6 мая 1400 года передал город и замок Эмден Ганзейскому союзу, который в благодарность оставил ему должность хофтлинга. В 1413 году Кено II том Броку удалось изгнать Хиско из Эмдена. В результате он бежал в Гронинген. Только падение последнего из том Броков, Окко II, позволило постаревшему Хиско вернуться в свой родной город, где он вскоре умер.
Последним вождем из рода Абдена в Эмдене был сын Хиско Иммел, который снова объединился с виталийскими братьямии. Затем Иммел был схвачен во время ганзейской карательной экспедиции и умер в плену в Гамбурге в 1455 году.